# 셰진옌
셰진옌(중국어: 謝金燕, 병음: Xiè Jīnyàn, 한자음: 사금연, 1974년 12월 25일 ~ )은 대만의 가수이자 배우, 모델이다.